# Prianso
Prianso (en griego, Πρίανσος) es el nombre de una antigua ciudad griega de Creta.
Es mencionada en una lista de las ciudades cretenses citadas en un decreto de Cnosos de hacia los años 259/233 a. C. así como en la lista de las ciudades cretenses que firmaron una alianza con Eumenes II de Pérgamo en el año 183 a. C.
Se conserva también un decreto honorífico de Prianso fechado hacia el año 170/140 a. C. donde consta el envío de dos embajadores de Teos en el cual se elogia especialmente a uno de ellos, que cantó poemas del ciclo mítico cretense.
Se conservan monedas de Prianso fechadas desde aproximadamente los años 330-280/70 a. C. donde figura la inscripción «ΠΡΙΑΝΣΙΕΩΝ» o «ΠΡΙ».
Se ha sugerido que estuvo situada en las proximidades de la actual Kastelliana.